# Миро Алтонен
Миро Алтонен (фин. Miro Aaltonen — Јоенсу, 7. јун 1993) професионални је фински хокејаш на леду који игра на позицијама центра и крилног нападача. 
Члан је сениорске репрезентације Финске за коју је на међународној сцени дебитовао на светском првенству 2017. године. 
Учествовао је на улазном драфту НХЛ лиге 2013. где га је као 177. пика у шестој рунди одабрала екипа Анахајм дакса. 
Играчку каријеру је започео у финском Еспо Блузу за чији сениорски тим је одиграо прве четири професионалне сезоне. Потом је одиграо још по једну сезону за фински Керпет и руски Витјаз, а од сезоне 2017/18. игра за НХЛ лигаша Торонто мејпл лифсе.